# Галвей (селище, Нью-Йорк)
Галвей (англ. Galway) — селище (англ. village) в США, в окрузі Саратога штату Нью-Йорк. Населення — 165 осіб (2020).

## Географія
Галвей розташований за координатами 43°1′7″ пн. ш. 74°1′55″ зх. д. / 43.01861° пн. ш. 74.03194° зх. д. (43.018516, -74.031838).  За даними Бюро перепису населення США в 2010 році селище мало площу 0,66 км², уся площа — суходіл.

## Демографія
Згідно з переписом 2010 року, у селищі мешкало 200 осіб у 74 домогосподарствах у складі 54 родин. Густота населення становила 302 особи/км².  Було 85 помешкань (128/км²).
Расовий склад населення:
| - 99,5 % — білих |

До двох чи більше рас належало 0,5 %. Частка іспаномовних становила 1,0 % від усіх жителів.
За віковим діапазоном населення розподілялося таким чином: 24,0 % — особи молодші 18 років, 60,5 % — особи у віці 18—64 років, 15,5 % — особи у віці 65 років та старші. Медіана віку мешканця становила 40,5 року. На 100 осіб жіночої статі у селищі припадало 92,3 чоловіків;  на 100 жінок у віці від 18 років та старших — 85,4 чоловіків також старших 18 років.
Середній дохід на одне домашнє господарство  становив 72 996 доларів США (медіана — 59 615), а середній дохід на одну сім'ю — 78 429 доларів (медіана — 61 607). За межею бідності перебувало 5,7 % осіб, у тому числі 9,3 % дітей у віці до 18 років та 0,0 % осіб у віці 65 років та старших.
Цивільне працевлаштоване населення становило 173 особи. Основні галузі зайнятості: освіта, охорона здоров'я та соціальна допомога — 43,9 %, науковці, спеціалісти, менеджери — 13,9 %, публічна адміністрація — 9,8 %, оптова торгівля — 6,9 %.